# Dům náměstí Republiky 23 (Plzeň)
Měšťanský dům čp. 137 na náměstí Republiky (č. or. 23) v Plzni patřil mezi nejvýznamnější měšťanské domy. Dům byl po požáru roku 1507 nejprve pozdně goticky přestavěn. V letech 1580–1590 následovala renesanční přestavba a barokní stavební úpravy po roce 1726. Na uliční fasádě se dochovala sgrafita ve štítu. Dům je ve vlastnictví města a sídlí v něm Muzeum loutek v Plzni, pobočka Západočeského muzea v Plzni. Je chráněn jako kulturní památka.

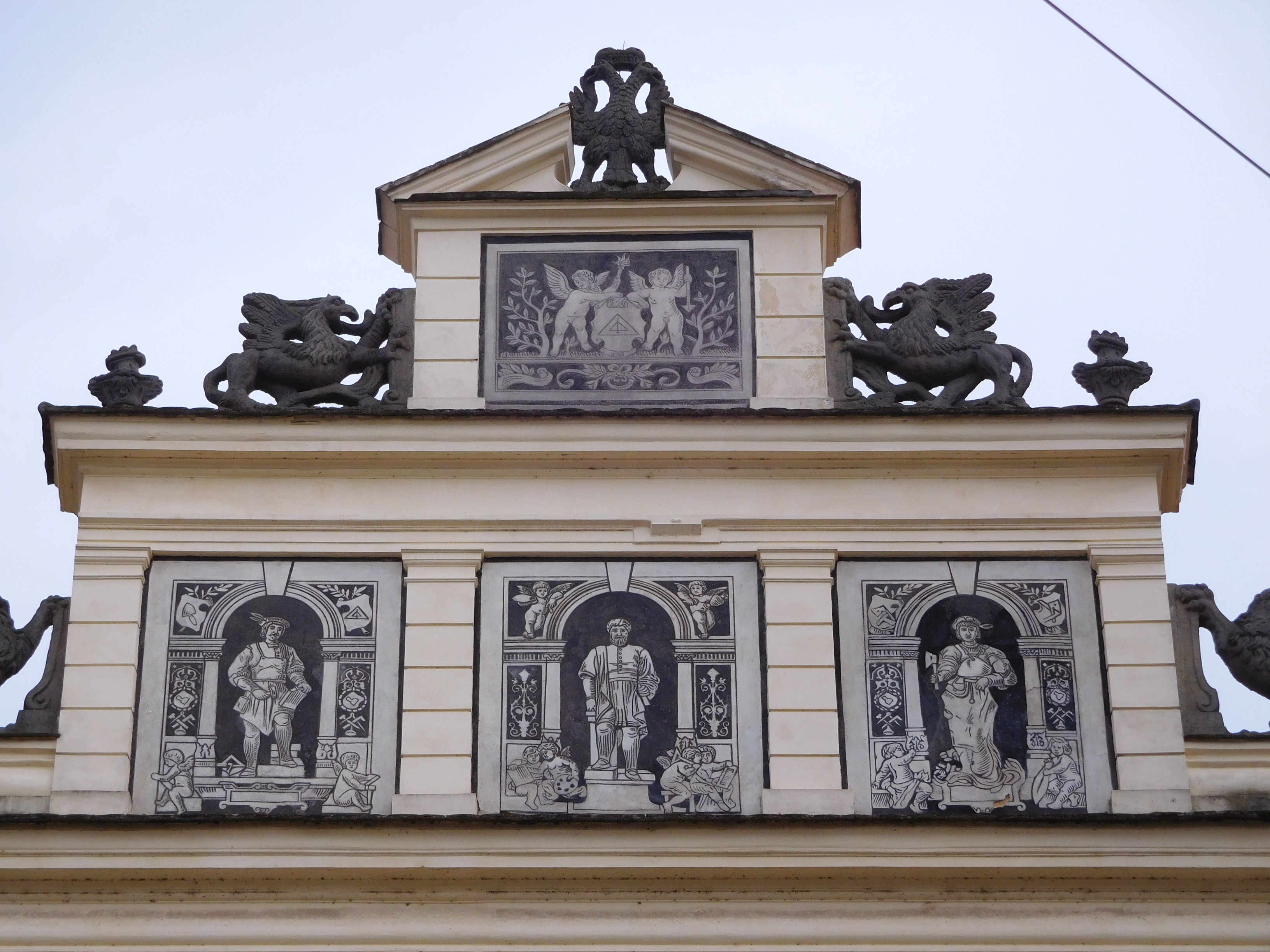
Štít domu se sgrafity